# Reviers
Reviers é uma comuna francesa na região administrativa da Normandia, no departamento de Calvados. Estende-se por uma área de 4,38 km². Em 2010 a comuna tinha 571 habitantes (densidade: 130,4 hab./km²).